# Skender Kulenović
Skender Kulenović (ur. 2 września 1910 w Bosanskim Petrovacu, zm. 25 stycznia 1978 w Belgradzie) – jugosłowiański pisarz i dramaturg, pochodzenia bośniackiego.

## Życiorys
Pochodził z rodziny muzułmańskich sklepikarzy z Bośni. Po reformie rolnej 1921, rodzina Kulenovicia zubożała i przeniosła się do Travnika. Młody Skender uczył się w latach 1921-1930 w gimnazjum jezuickim, gdzie pisał swoje pierwsze utwory (sonety). W 1930 Skender rozpoczął studia prawnicze na Uniwersytecie w Zagrzebiu. W czasie studiów w Zagrzebiu wstąpił do Komunistycznej Partii Jugosławii. W 1935 przerwał studia i poświęcił się pracy dziennikarza. Eseje i opowiadania publikował w kilku czasopismach, w tym w Putokazie, którego był założycielem.
W 1939 lub 1940 Kulenović został usunięty z partii komunistycznej, kiedy odmówił podpisania listu otwartego krytykującego rząd jugosłowiański za projekt autonomii Bosni i Hercegowiny. Po agresji niemieckiej na Jugosławię w kwietniu 1941 został aresztowany. W lipcu udało mu się uciec z więzienia, ale został ranny w czasie ucieczki. Dołączył do ruchu oporu i został ponownie przyjęty do partii komunistycznej. W 1942 napisał słynny utwór Stojanka, matka z Knežopolja (Stojanka Majka Knežopoljka), jedną z najsłynniejszych pieśni bośniackich partyzantów. W tym samym roku stracił swojego jedynego brata, Muzafera, który został stracony w Belgradzie. W czasie służby w oddziałach partyzanckich zajmował się wydawaniem czasopism, a także współpracował z zespołem teatralnym. W 1944 pracował w redakcji Oslobođenja.
Po zakończeniu wojny objął stanowisko dyrektora Teatru Narodowego w Sarajewie. W 1947 wraz z żoną przeniósł się do Belgradu, gdzie mieszkał do końca swojego życia. W tym czasie pisał artykuły do prasy, opowiadania, a także kilka sztuk teatralnych. W 1954 po opublikowaniu eseju Milovana Đilasa popadł w niełaskę i został usunięty z pisma Nova misao (Nowa myśl). W latach 60. Kulenović kilkakrotnie podróżował po Egipcie, czego efektem były publikowane dzienniki podróży, a także sonet Wazy (Vases). Pod koniec życia wielokrotnie odwiedzał Mostar. W styczniu 1978 wrócił z Mostaru do Belgradu, gdzie zmarł na atak serca.

## Twórczość (wybór)
- 1946: A šta sad? (dramat)
- 1947: Djelidba (dramat)
- 1948: Viđenje Jovana Ćuluma sa Čerčilovim djetetom (opowiadania)
- 1949: Zbor derviša (poezja)
- 1950" Večera (dramat)
- 1952: Ševa (poemat)
- 1953: Starac i dijete (opowiadania)
- 1959: Svjetlo na drugom spratu (dramat)
- 1969: Pisma Jove Stanivuka (poezja)
- 1995: O sonetima Skendera Kulenovića (zbiór sonetów)
- 2010: Sabrana djela I–X (Dzieła zebrane)

## Życie prywatne
W 1940 ożenił się po raz pierwszy z Aną Prokop. Drugą żoną pisarza była Vera Crvenčanin, którą poznał w 1944.

## Pamięć
Postać Kulenovicia uwieczniono na jednym z banknotów Bośni i Hercegowiny o wartości 0.50 marki.